# Lista de espécies do gênero Oncidium

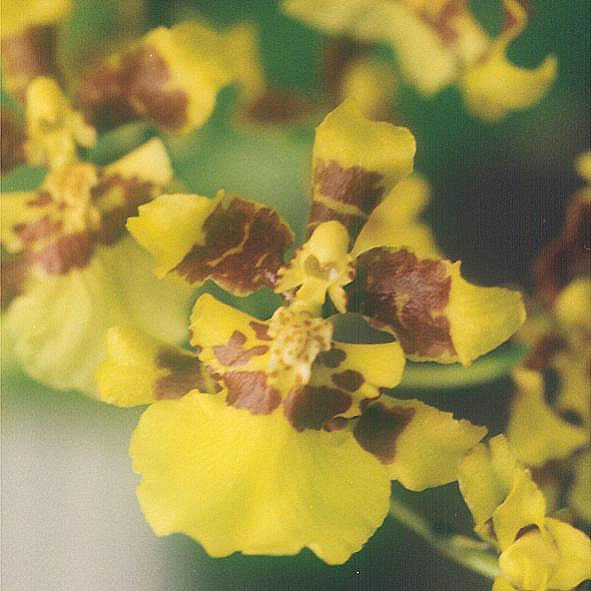
(Oncidium altissimum)

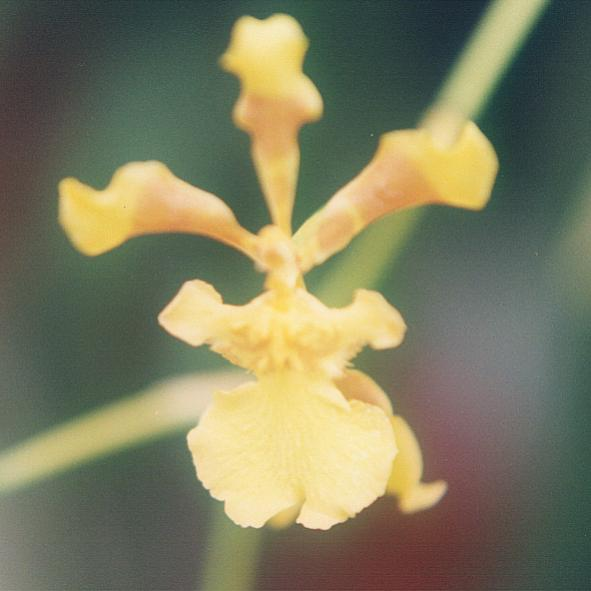
Oncidium croesus

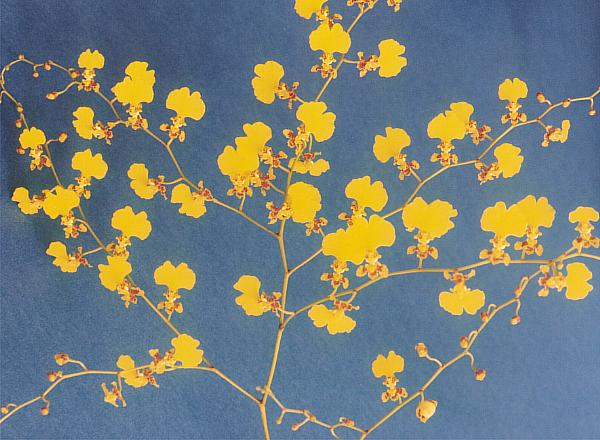
Oncidium flexuosum

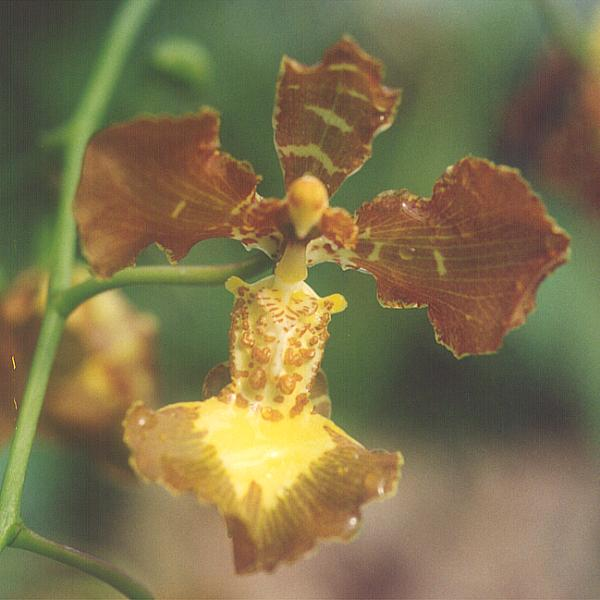
Oncidium forbesii

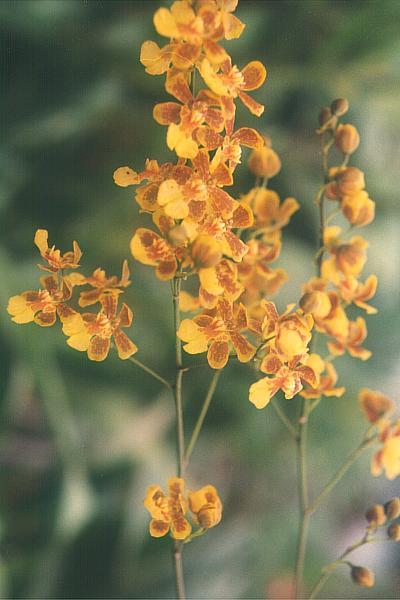
Oncidium harrisonianum

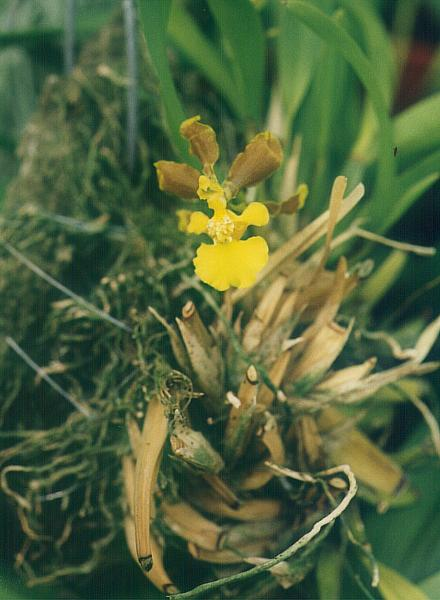
Oncidium longipes

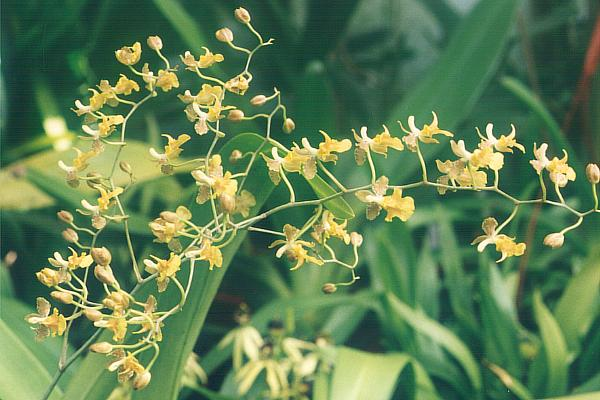
Oncidium macronix

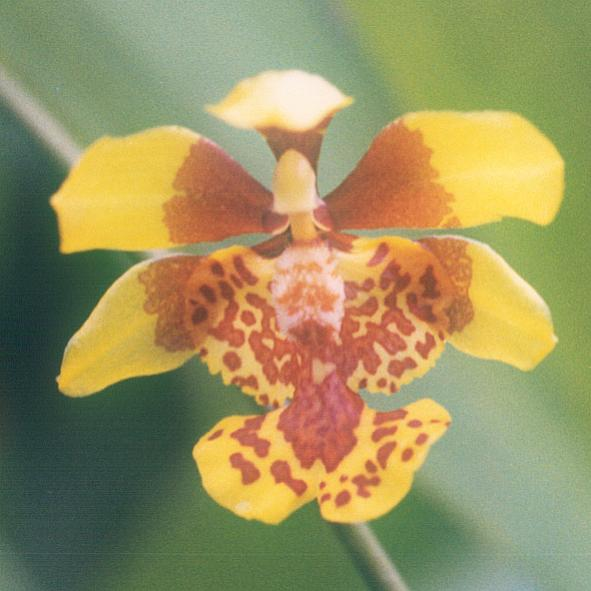
Oncidium pulvinatum

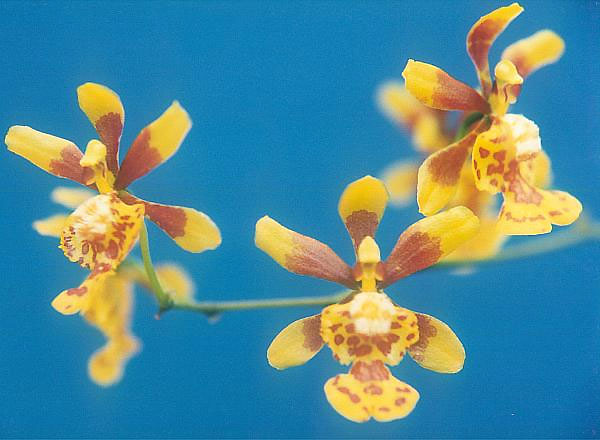
Oncidium sphegiferum

## A
- Oncidium aberrans (Brasil - Paraná).
- Oncidium abortivum (Norte da Venezuela ao Equador).
- Oncidium abruptum (da Colômbia ao Equador).
- Oncidium acinaceum (Equador ao Peru).
- Oncidium acrochordonia (Colômbia).
- Oncidium adelaidae (Colômbia).
- Oncidium advena (Norte da Venezuela).
- Oncidium albini (Brasil - Paraná).
- Oncidium alcicorne (Colômbia).
- Oncidium allenii (Panamá).
- Oncidium aloisii (Equador).
- Oncidium altissimum (Jamaica).
- Oncidium amabile (Brasil).
- Oncidium amictum (Sudeste do Brasil).
- Oncidium amoenum (México).
- Oncidium andradeanum (do Equador ao Peru).
- Oncidium andreae (Colômbia).
- Oncidium andreanum (Sudoeste do México).
- Oncidium angustisegmentum (Peru).
- Oncidium × ann-hadderae (O. haitiense × O. variegatum) (República Dominicana).
- Oncidium anomalum (Colômbia).
- Oncidium ansiferum (da América Central à Colômbia).
- Oncidium anthocrene (da Colômbia ao Equador).
- Oncidium antioquiense (Colômbia).
- Oncidium ariasii (Peru).
- Oncidium arizajulianum (Republica Dominicana).
- Oncidium armillare (do Oeste da América do Sul ao Norte da Venezuela).
- Oncidium aspecum (Peru).
- Oncidium auricula (Sudeste do Brasil).
- Oncidium auriferum (da Colômbia ao Noroeste da Venezuela).
- Oncidium aurorae (Peru).
- Oncidium ayabacanum (Peru).
- Oncidium emeryanum ( Sul do Brasil) Santa Catarina.

## B
- Oncidium baccatum (Venezuela).
- Oncidium bahiense (Cogn.) Schltr (Nordeste do Brasil)
- Oncidium barbaceniae (Brasil - Minas Gerais).
- Oncidium barbatum (do Brasil à Bolívia).
- Oncidium batemannianum (do Brasil ao Peru).
- Oncidium baueri (América Tropical).
- Oncidium bennettii (Peru).
- Oncidium bicolor (do Nordeste da Venezuela ao Brasil).
- Oncidium bidentatum (Equador).
- Oncidium bifolium (do Brasil ao Norte da Argentina).
- Oncidium blanchetii (Leste e Sul do Brasil).
- Oncidium boothianum (da Venezuela ao Equador).
- Oncidium brachyandrum (México)
- Oncidium brachystachys (Colômbia).
- Oncidium brachystegium (Bolívia).
- Oncidium bracteatum (da Costa Rica à Colômbia).
- Oncidium braunii (América Tropical) (?).
- Oncidium brevilabrum (Colômbia).
- Oncidium brunleesianum (Brasil - Rio de Janeiro).
- Oncidium brunnipetalum (Sul do Brasil).
- Oncidium bryocladium (Colômbia).
- Oncidium bryolophotum (da Costa Rica ao Panamá).
- Oncidium buchtienii (Bolívia).
- Oncidium bustosii Königer (Equador)

## C
- Oncidium calanthum (do Equador ao Peru).
- Oncidium callistum (Colômbia).
- Oncidium calochilum (Ilhas Cayman, Cuba, República Dominicana).
- Oncidium caminiophorum (Norte da Venezuela).
- Oncidium cardiostigma (México).
- Oncidium × cassolanum (O. cornigerum × O. riograndense) (Sul do Brasil).
- Oncidium caucanum (Colômbia).
- Oncidium cebolleta (Brasil - Pantanal).
- Oncidium chapadense (Brasil - Goiás).
- Oncidium cheirophorum (do México - Chiapas à Colômbia).
- Oncidium chrysomorphum (da Colômbia ao Norte da Venezuela).
- Oncidium chrysops (México - Guerrero, Oaxaca).
- Oncidium chrysopteranthum (Brasil).
- Oncidium chrysopterum (do Centro Oeste do Brasil à Bolivia).
- Oncidium chrysothyrsus (Sudeste do Brasil)
- Oncidium ciliatum (Sudeste do Brasil).
- Oncidium citrinum (do Trinidad-Tobago à Venezuela).
- Oncidium cogniauxianum (Sudeste do Brasil).
- Oncidium colmaranara wildcat "whirte lip"( America central)
- Oncidium × colnagoi ( O. forbesii × O. ) (Sudeste do Brasil).
- Oncidium coloratum (Brasil - Espírito Santo) (agora sinônimo de  Carria colorata (Königer & J.G.Weinm.bis) V.P.Castro & K.G.Lacerda 2005)
- Oncidium compressicaule (Haiti).
- Oncidium concolor (do Brasil ao Nordeste da Argentina).
- Oncidium cornigerum (Sudeste e Sul do Brasil ao Paraguai).
- Oncidium crassopterum (Peru).
- Oncidium crispum (Sudeste do Brasil).
- Oncidium cristatellum (do Brasil ao Equador).
- Oncidium croesus (Brasil - Rio de Janeiro).
- Oncidium cruciferum (Peru).
- Oncidium cultratum (Equador).
- Oncidium curtum (Brasil - Rio de Janeiro).
- Oncidium cycnicolle (da Colômbia ao Equador).

## D
- Oncidium dactyliferum (da Venezuela ao Equador).
- Oncidium dactylopterum (Colômbia).
- Oncidium dasystyle (Brasil - Rio de Janeiro).
- Oncidium decorum (Colômbia).
- Oncidium deltoideum (Norte do Peru).
- Oncidium dichromaticum (da Costa Rica à Colômbia).
- Oncidium disciferum (Bolívia).
- Oncidium discobulbon (Peru).
- Oncidium divaricatum (Sudeste do Brasil).
- Oncidium donianum (Brasil - São Paulo).
- Oncidium drepanopterum (Equador).
- Oncidium durangense (México - Durango).
- Oncidium duveenii (Brasil).

## E
- Oncidium echinophorum (Brasil - Rio de Janeiro).
- Oncidium echinops (Equador).
- Oncidium edmundoi (Brasil).
- Oncidium edwallii (do Brasil ao Nordeste da Argentina).
- Oncidium elephantotis (do Noroeste da Venezuela to Equador).
- Oncidium emilii (Paraguai).
- Oncidium enderianum (Sudeste do Brasil).
- Oncidium endocharis (do México - Chiapas à América Central).
- Oncidium ensatum   (Sul do México ao Noroeste da Venezuela).
- Oncidium erucatum (Equador).
- Oncidium estradae (Equador).
- Oncidium eurycline (Sudeste do Brasil).
- Oncidium exalatum (Panamá).
- Oncidium exasperatoides (Peru).
- Oncidium excavatum (da América Central ao Peru).

## F
- Oncidium fasciculatum (do México - Oaxaca, Chiapas à Guatemala).
- Oncidium fasciferum (Peru).
- Oncidium fimbriatum (do Brasil ao Noroeste da Argentina).
- Oncidium flexuosum (Leste e  Sul do Brasil ao Centro Norte da Argentina).
- Oncidium floridanum (Sul da Florida a Cuba).
- Oncidium × floride-phillipsae (O. prionochilum × O. variegatum) (Ilhas Leeward).
- Oncidium forbesii (Brasil - Minas Gerais).
- Oncidium formosissimum (Equador ao Peru).
- Oncidium fragae (Brasil - Rio de Janeiro).
- Oncidium fuscans (Brasil - Minas Gerais).
- Oncidium fuscatum (do Equador ao Peru).
- Oncidium fuscopetalum (Centro Oeste do Brasil).

## G
- Oncidium gardneri (Equador, Sudeste do Brasil).
- Oncidium × gardstyle (O. dasystyle × O. gardneri) (Brasil - Rio de Janeiro).
- Oncidium gauntlettii (Jamaica).
- Oncidium geertianum (Centro e Sudoeste do México).
- Oncidium gilvum (Sudeste do Brasil).
- Oncidium gracile (Sudeste do Brasil).
- Oncidium graciliforme  (Centro do Panamá).
- Oncidium gracillimum (Colômbia).
- Oncidium graminifolium (do México à América Central).
- Oncidium gravesianum (Leste do Brasil).
- Oncidium guianense (Ilha de Hispaniola).
- Oncidium guibertianum (Cuba).
- Oncidium guttatum (do México à Colombia mais o Caribe).
- Oncidium gyrobulbon (Equador).

## H
- Oncidium hagsaterianum (Mexico to Guatemala).
- Oncidium haitiense (Ilha de Hispaniola).
- Oncidium hannelorae (Ilha Windward - Dominica).
- Oncidium hapalotyle (da Colômbia ao Equador).
- Oncidium harrisonianum (Sudeste do Brasil).
- Oncidium hastatum (México).
- Oncidium hastilabium (Oeste da América do Sul).
- Oncidium hatschbachii (Brasil - Paraná).
- Oncidium helgae (Equador).
- Oncidium herzogii (da Bolívia ao Noroeste da Argentina).
- Oncidium heteranthum (Sul da América Tropical).
- Oncidium hians (Peru, Sudeste do Brasil).
- Oncidium hieroglyphicum (Peru).
- Oncidium hintonii (Norte e Sudoeste do México).
- Oncidium hirtzii (Equador – Napo).
- Oncidium hookeri (Sudeste e Sul do Brasil).
- Oncidium hydrophilum (do Brasil ao Paraguai).
- Oncidium hyphaematicum (Oeste da América do Sul).

## I
- Oncidium imitans (Costa Rica).
- Oncidium imperatoris-maximiliani (Brasil - Rio de Janeiro).
- Oncidium incurvum (México - de Veracruz ao Chiapas).
- Oncidium inouei (Peru).
- Oncidium insigne (Brasil).
- Oncidium ionopterum (Peru - Cajamarca).
- Oncidium iricolor (América Tropical) (?).
- Oncidium isidrense (Peru).
- Oncidium isopterum (Brasil - Minas Gerais).
- Oncidium isthmii (da Costa Rica ao Panamá).

## K
- Oncidium kautskyi (Brasil).
- Oncidium klotzschianum (da Costa Rica à Venezuela e Peru).
- Oncidium kraenzlinianum (Brasil).
- Oncidium kramerianum (da Costa Rica ao Suriname e Equador).

## L
- Oncidium lancifolium (Equador).
- Oncidium leinigii (Brasil).
- Oncidium leleui (Sudoeste do México).
- Oncidium lentiginosum (da Colômbia ao Norte da Venezuela).
- Oncidium leopardinum (Peru).
- Oncidium lepidum (Equador).
- Oncidium lepturum (Bolívia).
- Oncidium leucochilum (Sudeste do México à Guatemala).
- Oncidium lietzei (Sudeste do Brasil).
- Oncidium ligiae (Colômbia).
- Oncidium lindleyi (do Sul do México à Guatemala).
- Oncidium lineoligerum (Norte do Peru).
- Oncidium litum (Sudeste do Brazil).
- Oncidium loechiloides (Venezuela).
- Oncidium loefgrenii (Sudeste e Sul do Brasil).
- Oncidium longicornum (do Brasil ao Nordeste da Argentina).
- Oncidium longipes (do Brasil ao Nordeste da Argentina).
- Oncidium lucasianum (Peru - Cajamarca).
- Oncidium lucayanum (Bahamas).
- Oncidium luteum (Costa Rica).
- Oncidium lykaiosii (Bolívia).

## M
- Oncidium macronyx (Brasil).
- Oncidium macropetalum (Centro Oeste do Brasil)
- Oncidium maculatum (do Mexico à América Central).
- Oncidium maculosum (Brasil - Minas Gerais).
- Oncidium magdalenae (Noroeste da Venezuela - Mérida).
- Oncidium maizifolium (da Colômbia ao Noroeste da Venezuela).
- Oncidium majevskyi (Brasil).
- Oncidium mantense Dodson & R.Estrada (Equador)
- Oncidium mandonii (Bolívia).
- Oncidium marshallianum (Sudeste do Brasil).
- Oncidium martianum (Sudeste e Sul do Brasil).
- Oncidium mathieuanum (do Equador ao Peru).
- Oncidium megalopterum (Sudeste do Brasil).
- Oncidium melanops (Equador).
- Oncidium micropogon (Brasil).
  - Oncidium micropogon var. micropogon (Sul do Brasil)
- Oncidium microstigma (Centro e Sudoeste do México).
- Oncidium millianum (Colômbia).
- Oncidium miserrimum (da Colômbia ao Noroeste da Venezuela).
- Oncidium miltassia kawai's choice (América Central)
- Oncidium morenoi (Brasil)

## N
- Oncidium nebulosum (Colômbia).
- Oncidium niesseniae (Colômbia).
- Oncidium nigratum (da Colômbia à Guiana).

## O
- Oncidium obryzatoides (da Costa Rica ao Equador).
- Oncidium ochmatochilum (do Sudeste do México ao Peru).
- Oncidium ochthodes (Equador).
- Oncidium oliganthum (do México - Oaxaca, Chiapas à El Salvador).
- Oncidium orbatum (Colômbia).
- Oncidium ornithocephalum (Colômbia).
- Oncidium ornithopodum (América Tropical) (?).
- Oncidium ornithorynchum (do México à América Central).
- Oncidium orthostates (do Sul da Venezuela à Guiana e Brasil).
- Oncidium orthostatoides (Peru).
- Oncidium ototmeton (Bolívia).
- Oncidium ouricanense (Brasil - Bahia).

## P
- Oncidium pacific sunrise "Hakalau"( Costas do Pacifico)
- Oncidium panamense (Panamá).
- Oncidium panduratum (Colômbia).
- Oncidium panduriforme (Costa Rica).
- Oncidium papilio (do Panamá ao Sul da América Tropical e Trinidad Tobago).
- Oncidium paranaense (do Brasil à Argentina - Misiones).
- Oncidium paranapiacabense (Brasil - São Paulo).
- Oncidium pardalis (Norte da Venezuela).
- Oncidium pardoglossum (América Tropical) (?).
- Oncidium pardothyrsus (do Equador ao Peru).
- Oncidium parviflorum (da Costa Rica ao Panamá).
- Oncidium pectorale (Brasil - Rio de Janeiro).
- Oncidium pelicanum (México - Guerrero, Oaxaca).
- Oncidium peltiforme (Equador).
- Oncidium pentadactylon (Oeste da América do Sul).
- Oncidium pergameneum (do Centro Norte e Sudeste do Mexico à América Central).
- Oncidium pictum (Oeste da América do Sul).
- Oncidium picturatum (Norte Venezuela).
- Oncidium pirarene (Guiana).
- Oncidium planilabre (Oeste da América do Sul).
- Oncidium platychilum (da Colômbia ao Equador).
- Oncidium platyglossum (Colômbia).
- Oncidium pollardii (México - Oaxaca).
- Oncidium polyadenium (do Equador ao Norte do Peru).
- Oncidium polyodontum (Sudeste do Brasil).
- Oncidium portillae (Equador).
- Oncidium posadarum (Colômbia).
- Oncidium powellii (Panamá).
- Oncidium praetextum (Sudeste do Brasil).
- Oncidium prionochilum (do Porto Rico às Ilhas Virgens).
- Oncidium pubes (da Colômbia, e do Sudeste do Brasil ao Nordeste da Argentina).
- Oncidium pulchellum (Jamaica).
- Oncidium pulvinatum (do Brasil ao Nordeste da Argentina).
- Oncidium punctulatum (Panamá).
- Oncidium pyramidale (Oeste da America do Sul).
- Oncidium pyxidophorum (América Tropical) (?).

## Q
- Oncidium quadrilobum (Hispaniola).

## R
- Oncidium raniferum (Sudeste do Brasil).
- Oncidium reductum (Bolívia).
- Oncidium reflexum (Sudoeste do Mexico).
- Oncidium regentii V.P.Castro & G.F.Carr (2005) (Brasil).
- Oncidium reichenbachii (Colômbia ao Noroeste da Venezuela).
- Oncidium remotiflorum (Brasil).
- Oncidium retusum (Peru).
- Oncidium rhinoceros (América Tropical) (?).
- Oncidium riograndense (do Sul do Brasil ao Nordeste da Argentina).
- Oncidium riopalenqueanum (Equador).
- Oncidium riviereanum (Brasil).
- Oncidium robustissimum (Brasil).
- Oncidium rodrigoi (Colômbia).
- Oncidium rostrans (Colômbia).
- Oncidium rutkisii (Venezuela).

## S
- Oncidium sanderae (Peru - Huánuco).
- Oncidium sarcodes (Sudeste do Brasil).
- Oncidium saxicola (Colômbia).
- Oncidium schillerianum (Peru).
- Oncidium schmidtianum (América Tropical) (?).
- Oncidium schunkeanum (Brasil).
- Oncidium schwambachiae (Brasil).
- Oncidium sclerophyllum (Costa Rica).
- Oncidium × scullyi (O. curtum × O. gravesianum) (Sudeste do Brasil).
- Oncidium sellowii (Brasil).
- Oncidium semele (Equador).
- Oncidium sessile (da Venezuela ao Peru).
- Oncidium sharry baby (Américas)
- Oncidium silvanoi (Peru).
- Oncidium silvanum (Brasil).
- Oncidium spegazzinianum (Argentina - Misiones).
- Oncidium sphacelatum (do México à América Central e Sudeste da Venezuela).
- Oncidium sphegiferum (Brasil - Rio de Janeiro).
- Oncidium stelligerum (Sudoeste do México).
- Oncidium stenobulbon (Costa Rica).
- Oncidium stenotis (da Costa Rica ao Equador).
- Oncidium storkii (Costa Rica).
- Oncidium suave (Centro e Sudoeste do México, El Salvador).
- Oncidium subcruciforme (Nicarágua).
- Oncidium suttonii (México - Chiapas a El Salvador).
- Oncidium swartzii (Ilha Windward - Martinica).
- Oncidium sylvestre (de Cuba ao Haiti).

## T
- Oncidium tectum (Colômbia).
- Oncidium tenellum (Guiana Francesa).
- Oncidium tenuipes (Guatemala).
- Oncidium tetrotis (Colômbia).
- Oncidium tigratum (do Equador ao Peru).
- Oncidium tigrinum (Centro e Sudoeste do México).
- Oncidium tipuloides (Peru).
- Oncidium toachicum (Equador).
- Oncidium trachycaulon (da Colômbia ao Equador).
- Oncidium trichodes (Norte do Brasil).
- Oncidium trilobum (Peru).
- Oncidium trinasutum (Equador).
- Oncidium triquetrum (Jamaica).
- Oncidium trulliferum (Brasil - Rio de Janeiro).
- Oncidium truncatum (Brasil - Mato Grosso).
- Oncidium tsubotae (Colômbia).
- Oncidium tuerckheimii (de Cuba à Hispaniola).

## U
- Oncidium unguiculatum (Centro e Sudoeste do México).
- Oncidium unicolor (Sudeste do Brasil).
- Oncidium uniflorum (Sudeste e Sul do Brasil).
- Oncidium urophyllum (Pequenas Antillhas).
- Oncidium usneoides (Cuba).

## V
- Oncidium varicosum (do Brasil ao Norte da Argentina).
- Oncidium variegatum (do Sul da Flórida ao Caribe).
  - Oncidium variegatum var. bahamense (Sul da Flórida a Bahamas).
  - Oncidium variegatum var. leiboldii (das Ilhas Cayman a Cuba).
  - Oncidium variegatum var. scandens (Haiti).
  - Oncidium variegatum var. variegatum (Caribe).
  - Oncidium variegatum var. velutinum (Cuba).
- Oncidium vasquezii (Bolívia).
- Oncidium venustum (Brasil).
- Oncidium vernixium (Equador).
- Oncidium verrucosissimum (do Paraguai ao Nordeste da Argentina).
- Oncidium versteegianum (do Suriname ao Equador)
- Oncidium viperinum (da Bolívia ao Noroeste da Argentina).
- Oncidium virgulatum (da Colômbia ao Equador).
- Oncidium volvox (Noroeste e Norte da Venezuela).

## W
- Oncidium warmingii (do Sul da Venezuela ao Brasil).
- Oncidium warszewiczii (da Costa Rica à Colombia).
- Oncidium weddellii (Bolívia).
- Oncidium welteri (Brasil - São Paulo).
- Oncidium wentworthianum (do México – Chiapas a El Salvador).
- Oncidium wheatleyanum (Brasil).
- Oncidium widgrenii (do Sudeste e Sul do Brasil ao Paraguai).
- Oncidium williamsii (Bolívia).

## X
- Oncidium xanthocentron (Colômbia).
- Oncidium xanthornis (do Noroeste da Venezuela ao Equador).

## Z
- Oncidium zappii (Brasil).